# Tipi psicologici
Tipi psicologici è un'opera di Carl Gustav Jung pubblicata inizialmente per Rascher Verlag, Zurigo, nel 1921. 

## Contesto storico
Il saggio, pubblicato nel 1921, trae spunto da circostanze cui il testo non fa riferimento, ma che sono estremamente importanti. All'epoca la separazione di Jung da Sigmund Freud (preceduta da quella di Alfred Adler) si è realizzata già da sette anni. Essa è intervenuta per ragioni inerenti alla teoria psicoanalitica, sulla base di un modo diverso di concepire l'uomo, la natura umana e la psiche, soprattutto nei suoi aspetti inconsci. Diversamente però da quanto accade di solito in altri ambiti scientifici, laddove (spesso se non sempre) il pensarla diversamente non altera il rapporto interpersonale tra gli scienziati, il conflitto tra Freud e Jung ha assunto un carattere aspro, polemico, astioso. Freud, fermo al suo diritto di primogenitura sulla psicoanalisi, non s'interroga mai sul deterioramento del rapporto con colui che aveva designato come suo erede. Forse interpreta il tradimento sulla base dell'invidia edipica. Jung invece si pone una serie di domande su quanto accaduto tra sé, Freud e Adler. Poco alla volta, giunge alla conclusione che "è il tipo psicologico che determina e limita il giudizio dell'uomo" tal che "ogni modo di considerare le cose è necessariamente relativo", vale a dire influenzato "dal modo con cui l'individuo si rivolge al mondo, il suo rapporto con gli uomini e le cose".
Questa conclusione porta Jung a cercare di costruire una tipologia universale.

## L'opera
Il saggio, preceduto da un'introduzione, consta di 11 capitoli e di una conclusione. Ben nove sono dedicati ad un'accurata rassegna della letteratura precedente, prevalentemente di matrice filosofica, il decimo illustra i tipi psicologici identificati da Jung, l'undicesimo è un ampio e utile glossario nel quale Jung definisce i termini e i concetti fondamentali della psicologia analitica.
In opposizione al monismo teorico freudiano, che identifica nell'Es la vera realtà psichica universale e uniforme, Jung sostiene che i fenomeni psicologici possono essere affrontati da due diversi punti di vista. Il primo è rivolto a scoprire ciò che vi è di uguale o di analogo nelle diverse esperienze soggettive: «Per scoprire l'uniformità della psiche umana bisogna discendere fino alle fondamenta della coscienza, poiché è lì che si trova tutto ciò che è uguale. Se fondo una teoria su ciò che ci rende uguali, spiego la psiche partendo da ciò che vi è in essa di fondamentale e di originale. Facendo ciò, però, non ho ancora spiegato ciò che in essa è differenziazione storica e universale, poiché con tale teoria io prescindo dalla psicologia della vita cosciente».
Il secondo deve rivolgersi allo studio della differenziazione. Ma ciò comporta che «le mie conclusioni saranno diametralmente opposte a quelle precedenti, giacché tutto ciò che prima era stato scartato come variante individuale assume, in questo caso, un'importanza notevole… In questo secondo atteggiamento bisogna tener conto dello scopo finale e non del punto di partenza».
In breve, «chiunque creda che per ogni processo psichico debba esserci una sola spiegazione resterà stupito della vitalità del contenuto psichico, che costringe ad enunciare due teorie opposte, specialmente se egli ama le verità semplici e chiare e se è incapace di pensarle contemporaneamente».
La diversa metodologia nello studio dei fenomeni psichici riflette, peraltro, il tipo psicologico dello studioso. In conseguenza di questo, «si potrà giungere ad una vera comprensione solo se si accetta la diversità delle premesse psicologiche». Più precisamente: «Per comporre il conflitto tra le diverse concezioni, mi sembra che si potrebbe prendere come base il riconoscimento dei tipi di atteggiamento e, particolarmente, il fatto che ogni uomo è prigioniero del proprio tipo a tal punto da essere incapace di comprendere perfettamente un punto di vista diverso. Senza il riconoscimento di questa importante esigenza, è quasi inevitabile che si faccia violenza all'altro punto di vista. Allo stesso modo in cui due avversari si incontrano in tribunale e, rinunciando reciprocamente a farsi giustizia da soli, si rimettono all'equità della legge e del magistrato, così il tipo deve astenersi dalle ingiurie, dalle calunnie e dalle denigrazioni contro il suo avversario e prendere coscienza del fatto che anche l'altro è una parte dell'umanità».
Nella descrizione di un tipo - quello logico introverso - potrebbe sembrare che Jung abbia di mira Freud, sebbene citi espressamente Kant e Nietzsche come esempi.
In realtà, nel primo capitolo dell'opera, parlando della vera causa della differenza tra gli approcci analitici di Freud e Adler, Jung sostiene che il primo debba venire annoverato tra gli "estroversi", mentre il secondo tra gli "introversi":
Per quanto riguarda invece la personalità di Jung, il suo biografo Gerhard Wehr ritiene che egli appartenga decisamente al "tipo introvertito", come appare esemplarmente anche da un brano dell'autobiografia, Ricordi, sogni e riflessioni, citato da Wehr:

## Itipi psicologici
Nell'appendice, i tipi psicologici sono definiti nel modo seguente:
«Il tipo è un esempio od un modello del carattere peculiare di una specie o di una collettività. Nel senso più ristretto di questo lavoro, il tipo è un modello caratteristico di un atteggiamento generale, che si manifesta sotto diverse forme individuali. Dei numerosi tipi possibili in questa sede ne ho definiti quattro; essi sono quelli che seguono le quattro funzioni psichiche fondamentali: il pensiero, il sentimento, l'intuizione, la sensazione. Quando un tale atteggiamento è abituale e caratterizza l'individuo, io parlo di tipo psicologico. I tipi basati sulle funzioni fondamentali si possono chiamare: tipo di pensiero (o logico), tipo sentimentale, tipo intuitivo, tipo sensoriale; tutti questi tipi si dividono in razionali e irrazionali. Ai primi appartengono il tipo di pensiero e quello sentimentale; ai secondi il tipo sensoriale e il tipo intuitivo. Infine, le preferenze della libido permettono di distinguere introversi ed estroversi. Tutti i tipi fondamentali possono appartenere ad ambedue le classi, secondo che domini l'introversione o l'estroversione».
Secondo Jung le funzioni del pensiero e del sentimento sono razionali, mentre la sensazione e l'intuizione sono irrazionali, in quanto la razionalità è costituita da pensieri, sentimenti o azioni che implicano l'uso del ragionamento, del giudizio fondato. L'irrazionalità, invece non si basa sulla ragione. Jung osserva che anche i dati di fatto sono irrazionali, non perché siano illogici, ma perché, essendo basati sull'esperienza, non sono giudizi.
La tipologia di Jung comporta dunque otto tipi: il tipo pensiero-estroverso, il tipo sentimentale-estroverso, il tipo intuitivo-estroverso, il tipo sensoriale-estroverso, il tipo pensiero-introverso, il tipo sentimentale-introverso, il tipo intuitivo-introverso, il tipo sensoriale-introverso.

## Introversione ed estroversione
L'introversione è definita nei termini seguenti:
«Chiamo introversione il rivolgersi della libido verso l'interno del soggetto. Questo fatto esprime un rapporto negativo del soggetto verso l'oggetto. L'interesse non si dirige verso l'oggetto, ma si ritira e ritorna verso il soggetto stesso.
L'uomo introverso pensa, sente e agisce in un modo che mostra chiaramente che è il soggetto a determinare ogni suo atteggiamento, mentre l'oggetto ha solo un'importanza secondaria. L'introversione può avere un carattere intellettuale o affettivo; essa può anche avere come suo carattere distintivo l'intuizione o la sensazione; essa è attiva se il soggetto vuole isolarsi dall'oggetto; è passiva quando il soggetto è incapace di ricondurre sull'oggetto la libido che se ne ritrae. L'introversione abituale è caratteristica del tipo introverso».
L'estroversione viceversa è definita nei termini seguenti:
«Estroversione significa orientamento della libido verso l'esterno. Chiamo estroverso un rapporto del soggetto con l'oggetto tale che l'interesse soggettivo si muove positivamente verso l'oggetto. Nello stato di estroversione si pensa, si sente e si agisce relativamente all'oggetto, in modo evidente e direttamente percettibile, tanto che l'atteggiamento positivo del soggetto riguardo all'oggetto è fuori di dubbio. In un certo senso, è un atto di trasferimento dell'interesse del soggetto nell'oggetto. Se si tratta di un'estroversione del pensiero, il soggetto si pensa in qualche modo nell'oggetto; se si tratta invece di un'estroversione del sentimento, questo compenetrerà l'oggetto come dall'interno. Nello stato di estroversione il soggetto è fortemente ma non esclusivamente condizionato dall'oggetto. L'estroversione è attiva quando è intenzionale, voluta dal soggetto; passiva, al contrario, quando è l'oggetto che l'ottiene con forza, attirando, suo malgrado, l'interesse del soggetto. L'estroversione abituale produce il tipo estroverso».
In breve: «Si potrebbe definire la tendenza all'introversione quella che in ogni circostanza cerca di dare all'Io e ai processi psicologici soggettivi il predominio sugli oggetti e i processi oggettivi, o per lo meno, di affermarli di fronte all'oggetto, dando così più importanza al soggetto che all'oggetto […] La tendenza all'estroversione, al contrario, subordina il soggetto all'oggetto, che quindi acquista un valore preponderante. A sua volta, il soggetto non ha più che un'importanza marginale; i processi soggettivi appaiono talora qualcosa di superfluo o dannoso rispetto agli avvenimenti oggettivi».
Esse sono rappresentate entrambe in ogni soggetto con un peso diverso, secondo una logica combinatoria che configura uno spettro. Neppure agli estremi di questo, si danno delle forme pure perché l'interesse per uno dei due mondi in cui vive l'uomo - quello interno e quello esterno - è comunque compensato da un qualche interesse per l'altro, che, se non è rappresentato a livello cosciente, si realizza sempre a livello inconscio.
L'illustrazione delle caratteristiche generali del tipo estroverso e di quello introverso non aggiunge molto alle definizioni riportate se non un'osservazione di estremo interesse, che concerne il tipo estroverso, e la specificazione del compenso che si realizza a livello inconscio nell'uno e nell'altro tipo.

### Il "tipo estroverso"
Per il tipo estroverso le caratteristiche generali sono le seguenti:
«Quando l'orientamento secondo l'oggetto e il dato oggettivo predominano in modo che le decisioni e le azioni più frequenti e importanti non siano condizionate dalle idee soggettive ma dagli atteggiamenti oggettivi, si parla di atteggiamento estroverso; quando questo atteggiamento è abituale, si parla di tipo estroverso. Chi pensa, sente e agisce, in breve, chi vive in accordo "immediato" con le condizioni oggettive e le esigenze che esse pongono, sia in senso positivo che in senso negativo, è un estroverso; vive, cioè, in modo tale che, evidentemente, l'oggetto, dato come determinante, ricopre nella sua coscienza un ruolo più importante che non l'opinione soggettiva. Certamente, ha delle opinioni personali, ma la loro forza determinante è minore di quella delle condizioni esterne [...] Il suo "interesse" e la sua "attenzione" obbediscono agli avvenimenti oggettivi, in primo luogo a quelli che si producono nel suo entourage immediato [...] 
Gli avvenimenti esterni esercitano su di lui un'attrazione pressoché inesauribile, sicché è normale che il suo interesse non si spinga più in là. Le leggi morali dell'azione coincidono con le esigenze corrispondenti della società, in altre parole con la concezione morale comunemente accettata: se l'opinione comune fosse diversa, diverse sarebbero le linee soggettive di condotta morale, senza che per questo l'"habitus" psicologico d'insieme subisca la minima modificazione. Questo rigido condizionamento dei fattori oggettivi non implica, come potrebbe sembrare, un adattamento totale o anche ideale alle condizioni di vita. Dal punto di vista dell'estroverso, evidentemente, un tale "inserimento" nel dato oggettivo deve essere un adattamento totale, perché egli non ha un altro criterio a sua disposizione; ma, considerando la cosa da un punto di vista più ampio, non è affatto certo che i dati oggettivi rappresentino, in ogni caso, la norma. Essi possono, invece, essere anormali in un determinato momento storico o in una situazione particolare; in questo caso, un individuo inserito in simili circostanze agisce nello stle del suo ambiente, ma si trova nello stesso tempo in una situazione anormale in rapporto alle leggi generali della vita…
Egli si è "inserito", non "adattato", perché l'adattamento non si risolve solo nell'obbedire, nel sottomettersi senza scosse alle condizioni di vita dell'ambiente: esso richiede l'osservanza di leggi più generali delle condizioni storiche contemporanee e locali. L'inserimento puro e semplice segna il limite del tipo estroverso normale: egli deve la sua normalità al fatto che si inserisce senza gravi attriti nelle circostanze che gli si presentano e che non ha altra pretesa che di adeguarsi alle condizioni oggettivamente fissate;.. farà o eseguirà quello di cui il suo ambiente avrà bisogno in quel momento, quello che ci si aspetterà da lui; si asterrà da ogni innovazione che non sia assolutamente e evidentemente necessaria, e da tutto ciò che possa in qualche modo andare al di là delle aspettative dell'ambiente [...]
Il pericolo che l'estroverso corre è di essere assorbito negli oggetti e di perdervisi totalmente [...]».
La tendenza dell'estroverso a perdersi totalmente negli oggetti viene compensata a livello inconscio da "una tendenza radicalmente egocentrica". Jung scrive: «L'atteggiamento inconscio atto a compensare efficacemente l'atteggiamento cosciente estroverso presenta un carattere, in un certo senso, "introvertente"; questo concentra l'energia sul fattore soggettivo, cioè su quei bisogni e quelle esigenze che hanno subito una repressione od una rimozione [...]
L'assimilazione totale all'oggetto si scontra con la resistenza dell'elemento minoritario represso costituito dal passato e da ciò che esiste fin dall'origine. Questa considerazione del tutto generale permette di comprendere che le pretese inconsce del tipo estroverso hanno un carattere nettamente primitivo, infantile ed egoista [...]
Più l'atteggiamento conscio estroverso è completo, più l'atteggiamento inconscio è infantile ed arcaico. A volte è anche contraddistinto da un egoismo brutale, che supera largamente l'infantile e rasenta la scelleratezza [...]».

### Il "tipo introverso"
Le caratteristiche generali del tipo introverso sono le seguenti: «egli si distingue dall'estroverso perché non si orienta, come quest'ultimo, secondo l'oggetto e il dato oggettivo, ma tiene conto soprattutto dei fattori soggettivi [...]
La coscienza introversa vede certo perfettamente le condizioni esteriori, ma dà la preponderanza alle determinanti soggettive che essa crede più importanti [...]
Mentre l'estroverso si basa sempre di preferenza su ciò che gli viene dall'oggetto, l'introverso si richiama alla costellazione che l'impressione esteriore fa nascere nel soggetto»
Posto che un fattore soggettivo ("Io chiamo fattore soggettivo quell'azione o reazione psichica che, fondendosi con l'influenza esercitata dall'oggetto, dà vita a un nuovo fatto psichico") è presente in ogni conoscenza, c'è da chiedersi quale sia la sua specificità per quanto riguarda l'introversione. Jung scrive: «L'eccessivo sviluppo del punto di vista introverso nella coscienza non porta infatti a un migliore e più valido impiego del fattore soggettivo, ma a una soggettivizzazione artificiosa della coscienza, a cui ben s'addice il rimprovero di meramente soggettivo».
Questa esclusività del fattore soggettivo viene compensata a livello inconscio: «Poiché i rapporti dell'Io con l'oggetto sono difettosi [...] si produce nell'inconscio un rapporto di compensazione che si manifesta nella coscienza sotto forma di attaccamento incondizionato ed irresistibile all'oggetto: più l'io cerca di assicurarsi ogni tipo di libertà, di indipendenza, di autonomia e di superiorità, più diventa schiavo del dato oggettivo. La libertà dello spirito viene incatenata ad una miserabile inferiorità economica, la noncuranza nell'azione scompare ansiosamente, una volta o l'altra, dinanzi all'opinione pubblica, la superiorità morale sprofonda nel pantano delle relazioni dubbie, il desiderio di potenza finisce col diventare un penoso desiderio di essere amato. L'inconscio si preoccupa ora del rapporto con l'oggetto, in modo atto a distruggere quanto più definitivamente possibile le illusioni di potenza e le fantasie di superiorità del conscio; l'oggetto prende dimensioni angosciose, nonostante gli sforzi del conscio che tende a comprimerlo. In seguito l'io si sforza ancora di separarsi dall'oggetto e di dominarlo: finalmente si protegge con un sistema formale di sicurezze… per tentare di conservare almeno l'illusione della superiorità; facendo questo, l'introverso si stacca completamente dall'oggetto e si logora interamente in misure di difesa da una parte, e in tentativi infruttuosi dall'altra, per imporsi all'oggetto e per affermarsi».
Sinteticamente, per Jung l'estroverso è preda del mondo esterno e l'introverso del mondo interno. Tale "cattura" comporta, per un verso, il pericolo di un inserimento nel mondo acritico e passivo, e, per un altro, quello di un progressivo distacco dal mondo.

## Alcune caratteristiche dei tipi psicologici
Il tipo logico introverso, viene tradizionalmente ricondotto a Friedrich Nietzsche, ma in questo tipo potrebbero rientrare anche alcuni matematici che vivono sì irretiti nel lor mondo interiore, ma sono anche persone appagate, serene e benevole. 
Si tratta comunque di schizzi di carattere ciascuno dei quali sembra fare riferimento a una o più persone conosciute da Jung e che egli assume come rappresentanti di un modo di essere universale. Il tipo logico estroverso, ad esempio, rientrerebbe nei "riformatori, pubblici accusatori, epuratori di coscienze, o diffusori di importanti innovazioni"; nel tipo sentimentale estroverso, le donne che si sposano per interesse; nel tipo intuitivo estroverso "molti commercianti, imprenditori, speculatori, agenti, politici, ecc."; nel tipo sensoriale introverso una personalità tendenzialmente autistica; nel tipo intuitivo introverso "il sognatore e visionario mistico per un verso, il bizzarro e l'artista, dall'altro".